# 후나바시 유
후나바시 유(일본어: 舩橋 佑, 2002년 7월 12일~)는 일본의 축구 선수이다.

## 구단 경력
그는 2021년 J1리그의 가시마 앤틀러스에 입단했다.